# Leichtathletik-Weltmeisterschaften 2007/4 × 400 m der Männer

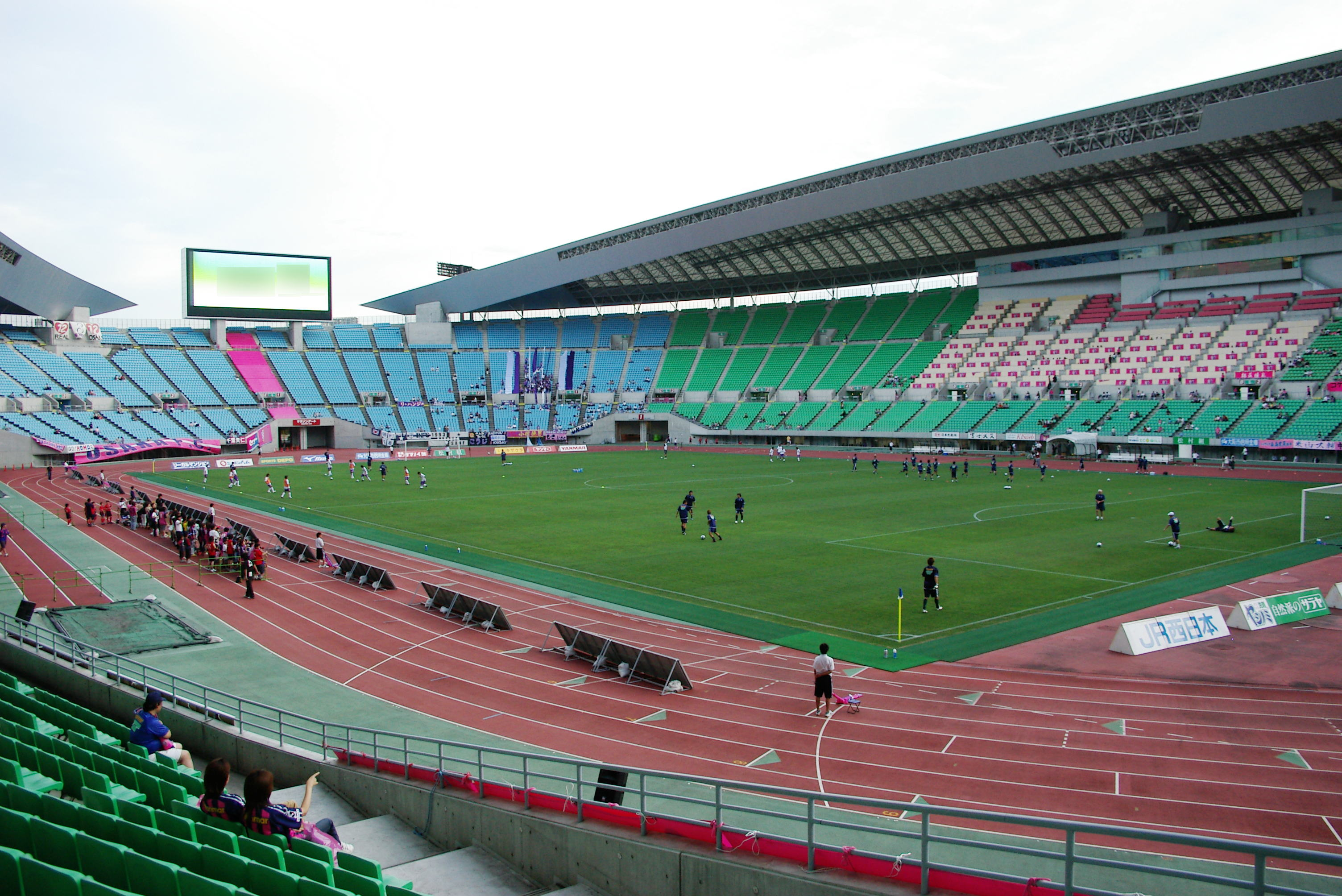
Das Nagai-Stadion in Osaka im Jahr 2004

Die 4-mal-400-Meter-Staffel der Männer bei den Leichtathletik-Weltmeisterschaften 2007 wurde am 1. und 2. September 2007 im Nagai-Stadion der japanischen Stadt Osaka ausgetragen.
Weltmeister wurden die Vereinigten Staaten in der Besetzung LaShawn Merritt (Finale), Angelo Taylor, Darold Williamson und Jeremy Wariner (Finale) sowie den im Vorlauf außerdem eingesetzten Bershawn Jackson und Kerron Clement.

Den zweiten Platz belegte Bahamas mit Avard Moncur (Finale), Michael Mathieu, Andrae Williams und Chris Brown sowie dem im Vorlauf außerdem eingesetzten Nathaniel McKinney.

Bronze ging an Polen in der Besetzung Marek Plawgo (Finale), Daniel Dąbrowski, Marcin Marciniszyn und Kacper Kozłowski (Finale) sowie den im Vorlauf außerdem eingesetzten Rafał Wieruszewski und Witold Bańka.
Auch die nur im Vorlauf eingesetzten Läufer erhielten entsprechendes Edelmetall. Die Weltbestleistung stand dagegen nur den tatsächlich in der US-Staffel laufenden Athleten zu.

## Bestehende Rekorde
| Weltrekord | 2:54,29 min | USA (Andrew Valmon, Quincy Watts, Harry Reynolds, Michael Johnson) | WM 1993 in Stuttgart, Deutschland | 22. August 1993 |
| WM-Rekord  | 2:54,29 min | USA (Andrew Valmon, Quincy Watts, Harry Reynolds, Michael Johnson) | WM 1993 in Stuttgart, Deutschland | 22. August 1993 |

Der bestehende WM-Rekord wurde bei diesen Weltmeisterschaften nicht eingestellt und nicht verbessert.
Es gab eine neue Weltjahresbestleistung:
- 2:55,56 min – USA (LaShawn Merritt, Angelo Taylor, Darold Williamson, Jeremy Wariner), Finale am 2. September

## Vorrunde
Die Vorrunde wurde in zwei Läufen durchgeführt. Die ersten drei Staffeln pro Lauf – hellblau unterlegt – sowie die darüber hinaus zwei zeitschnellsten Teams – hellgrün unterlegt – qualifizierten sich für das Finale.

### Vorlauf 1

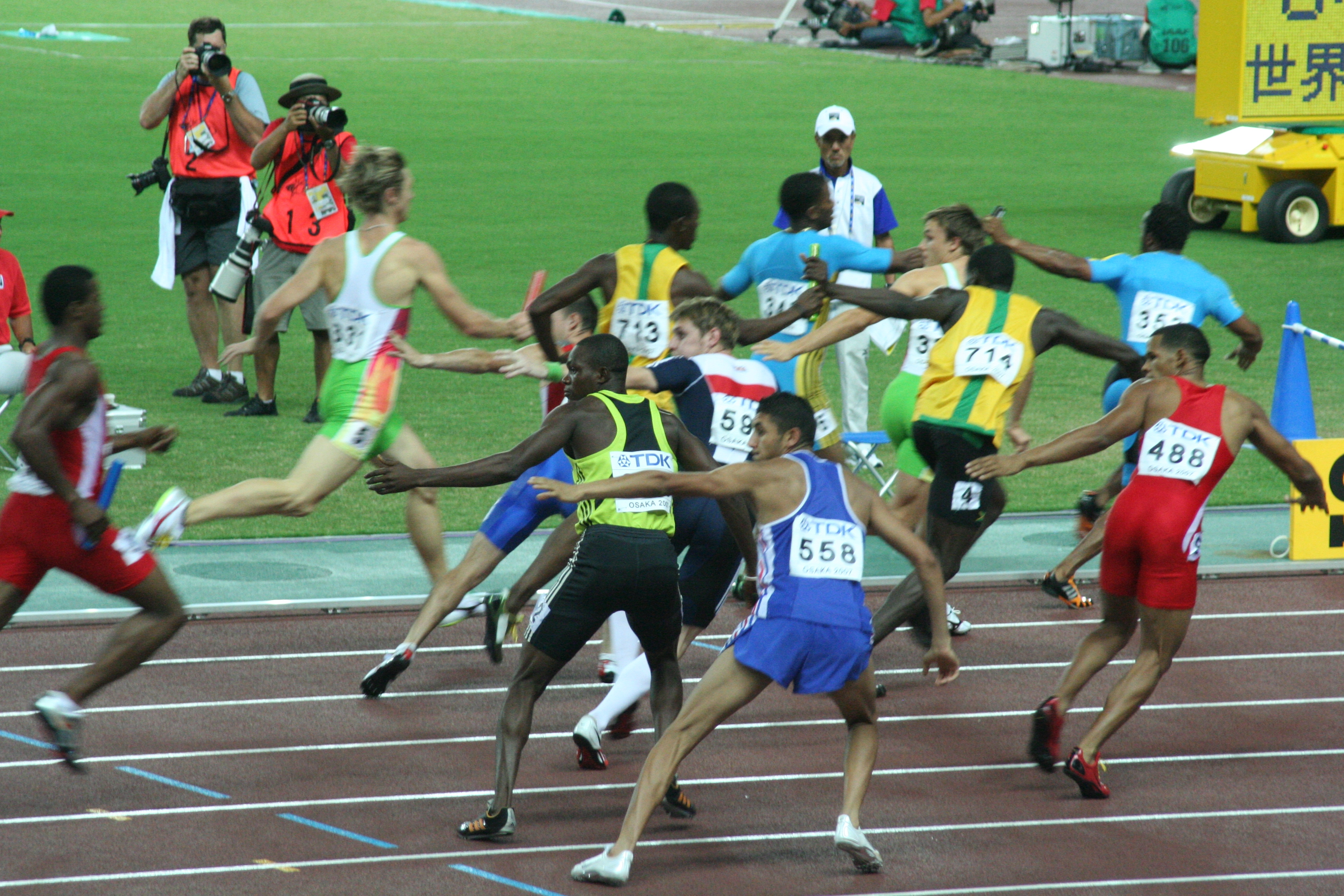
Erster Vorlauf, zweiter Wechsel

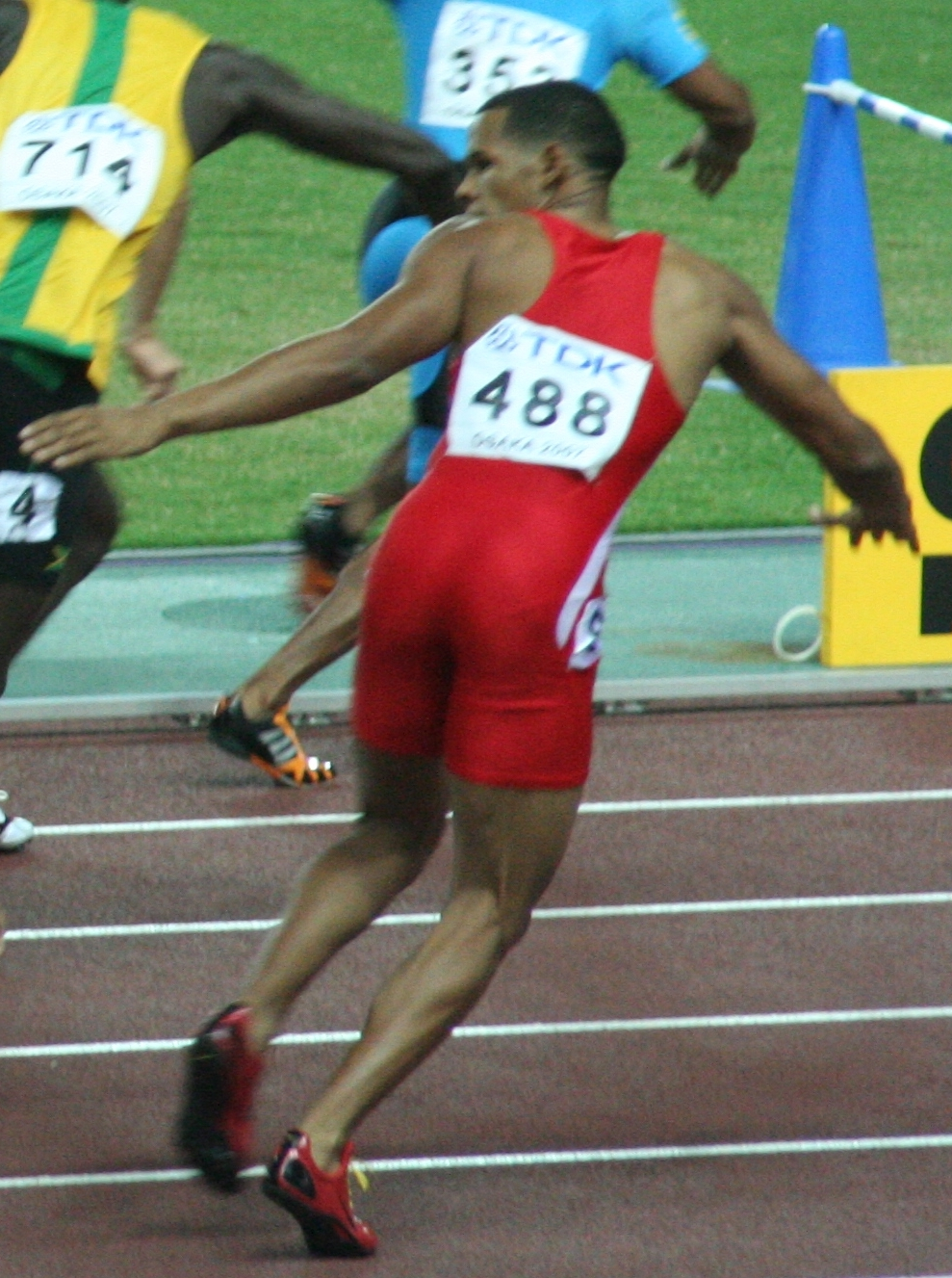
Dominikanische Republik: Yoel Tapia wartet auf die Stabübergabe

1. September 2007, 21:00 Uhr
| Platz | Staffel                 | Besetzung                                                                | Zeit (min) |
| ----- | ----------------------- | ------------------------------------------------------------------------ | ---------- |
| 1     | Bahamas                 | Nathaniel McKinney (Vorlauf) Michael Mathieu Chris Brown Andrae Williams | 3:00,37    |
| 2     | Jamaika                 | Michael Blackwood Ricardo Chambers Leford Green Sanjay Ayre              | 3:00,99    |
| 3     | Russland                | Maxim Dyldin Wladislaw Frolow Konstantin Swetschkar Denis Alexejew       | 3:01,07    |
| 4     | Großbritannien          | Andrew Steele Robert Tobin Richard Buck Martyn Rooney                    | 3:01,22    |
| 5     | Dominikanische Republik | Carlos Santa Arismendy Peguero Yoel Tapia Félix Sánchez                  | 3:02,49    |
| 6     | Australien              | Sean Wroe Dylan Grant Kurt Mulcahy Mark Ormrod                           | 3:02,59    |
| 7     | Frankreich              | Mathieu Lahaye Brice Panel Fadil Bellaabouss Leslie Djhone               | 3:04,45    |
| 8     | Nigeria                 | Bolaji Lawal James Godday Victor Isaiah Saul Weigopwa                    | 3:06,04    |

### Vorlauf 2

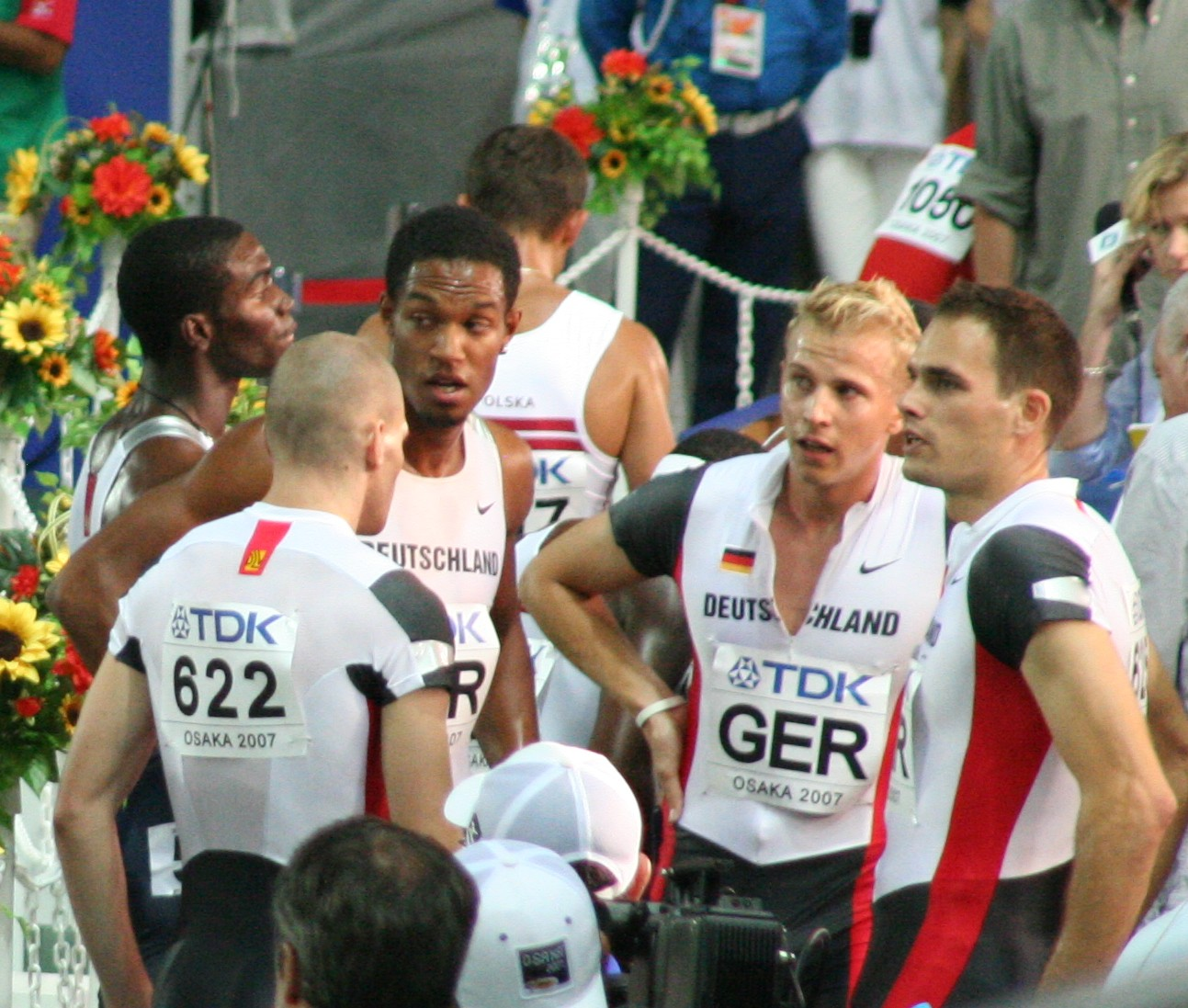
Das deutsche Team war mit denselben Läufern nur in anderer Reihenfolge im Vorlauf mehr als fünf Sekunden schneller als im Finale

1. September 2007, 21:10 Uhr
| Platz | Staffel             | Besetzung                                                                               | Zeit (min) |
| ----- | ------------------- | --------------------------------------------------------------------------------------- | ---------- |
| 1     | USA                 | Bershawn Jackson (Vorlauf) Kerron Clement (Vorlauf) Darold Williamson Angelo Taylor     | 3:01,46    |
| 2     | Deutschland         | Ingo Schultz Kamghe Gaba Simon Kirch Bastian Swillims                                   | 3:02,21    |
| 3     | Polen               | Rafał Wieruszewski (Vorlauf) Witold Bańka (Vorlauf) Marcin Marciniszyn Daniel Dąbrowski | 3:02,39    |
| 4     | Japan               | Yuki Yamaguchi Yusuke Ishizuka Kenji Narisako Mitsuhiro Satō                            | 3:02,76    |
| 5     | Trinidad und Tobago | Ato Modibo Jovon Toppin Jarrin Solomon Rennie Quow                                      | 3:02,92    |
| 6     | Griechenland        | Dimítrios Régas Yeóryios Doúpis Dimítrios Grávalos Periklis Iakovakis                   | 3:05,65    |
| 7     | Botswana            | Isaac Makwala Obakeng Ngwigwa Zacharia Kamberuka Calfornia Molefe                       | 3:05,96    |

## Finale
2. September 2007, 20:50 Uhr
| Platz | Staffel                 | Besetzung | Zeit (min) |
| ----- | ----------------------- | --- | ---------- |
| 1     | USA                     | LaShawn Merritt (Finale) Angelo Taylor Darold Williamson Jeremy Wariner (Finale) im Vorlauf außerdem: Bershawn Jackson Kerron Clement    | 2:55,56 WL |
| 2     | Bahamas                 | Avard Moncur (Finale) Michael Mathieu Andrae Williams Chris Brown im Vorlauf außerdem: Nathaniel McKinney                                | 2:59,18    |
| 3     | Polen                   | Marek Plawgo (Finale) Daniel Dąbrowski Marcin Marciniszyn Kacper Kozłowski (Finale) im Vorlauf außerdem: Rafał Wieruszewski Witold Bańka | 3:00,05    |
| 4     | Jamaika                 | Michael Blackwood Ricardo Chambers Leford Green Sanjay Ayre                                                                              | 3:00,76    |
| 5     | Russland                | Maxim Dyldin Wladislaw Frolow Konstantin Swetschkar Denis Alexejew                                                                       | 3:01,62    |
| 6     | Großbritannien          | Andrew Steele Robert Tobin Richard Buck Martyn Rooney                                                                                    | 3:02,94    |
| 7     | Dominikanische Republik | Félix Sánchez Yoel Tapia Carlos Santa Arismendy Peguero                                                                                  | 3:03,56    |
| 8     | Deutschland             | Ingo Schultz Simon Kirch Kamghe Gaba Bastian Swillims                                                                                    | 3:07,40    |